# Charles-Louis de Hohenlohe-Langenbourg
 (mai 2019).
Si vous disposez d'ouvrages ou d'articles de référence ou si vous connaissez des sites web de qualité traitant du thème abordé ici, merci de compléter l'article en donnant les références utiles à sa vérifiabilité et en les liant à la section « Notes et références ».
Charles-Louis, 3e prince de Hohenlohe-Langenbourg (10 septembre 1762, Langenbourg – 4 avril 1825, Langenbourg) est le troisième prince de Hohenlohe-Langenbourg. Il est le premier enfant du prince Christian-Albert de Hohenlohe-Langenbourg et son épouse, la princesse Caroline de Stolberg-Gedern.
Il est un passionné de musique. De 1815 à 1825, il siège dans l'Assemblée des États et, depuis 1820, à la première Chambre des États, mais après 1819, il laisse la place à son fils Ernest Ier de Hohenlohe-Langenbourg.

## Mariage et descendance
Le 30 janvier 1789 au château de Kliczków (en), il épouse la comtesse Amélie-Henriette de Solms-Baruth (1768-1847), fille du comte Jean-Christian II de Solms-Baruth.
Ils ont treize enfants:
- Louise de Hohenlohe-Langenbourg (1789-1789) ;
- Élisabeth de Hohenlohe-Langenbourg (1790-1830), mariée à Victor-Amédée de Hesse-Rheinfels-Rotenbourg, duc de Ratibor ;
- Constance de Hohenlohe-Langenbourg (1792-1847), mariée à François-Joseph de Hohenlohe-Schillingsfürst ;
- Émilie de Hohenlohe-Langenbourg (1793-1859), mariée avec le comte Frédéric-Louis de Castell-Castell; leur fille a épousé Jules de Lippe-Biesterfeld ;
- Ernest Ier de Hohenlohe-Langenbourg (1794-1860), marié en 1828 à Théodora de Leiningen (1807-1872) ;
- Frédéric de Hohenlohe-Langenbourg (1797-1797) ;
- Marie-Henriette de Hohenlohe-Langenbourg (1798-1798) ;
- Louise de Hohenlohe-Langenbourg (1799-1881), épouse le prince Adolphe de Hohenlohe-Ingelfingen ;
- Jeanne de Hohenlohe-Langenbourg (1800-1877), mariée avec le comte Émile Christian d'Erbach-Schönberg ;
- Agnès de Hohenlohe-Langenbourg (1804-1833), mariée à Constantin de Löwenstein-Wertheim-Rosenberg
- Gustave Henri de Hohenlohe-Langenbourg (1806-1881) ;
- Hélène de Hohenlohe-Langenbourg (1807-1880), mariée à Eugène de Wurtemberg (1788-1857) ;
- Jean Henri Frédéric de Hohenlohe-Langenbourg (1810-1830).